# Omer (Israel)
Omer (hebräisch עֹמֶר ʿOmer, deutsch ‚Garbe‘, Plene: עומר) ist eine städtische Ortschaft im Süden von Israel. Sie liegt im nördlichen Teil der Wüste Negev 4 km von Beʾer Scheva entfernt. Im Jahr 2018 betrug die Einwohnerzahl 7586.
Der Name ist eine symbolische Anlehnung an den ʿOmer (biblische Bezeichnung für die Garben bei der ersten Ernte im Frühling).
Bereits 1949 gab es einen gescheiterten Versuch, einen Siedlungspunkt in Omer zu errichten. Das heutige Omer geht auf eine Neugründung im Jahre 1961 zurück.
In den 1970er Jahren wurde Omer zu einem der attraktivsten Orte im Negev. Professoren, Ärzte, Freischaffende und Industrielle ließen sich nieder und machten sie zu einer der reichsten Städte Israels. Für viele Professoren und Forscher der Ben-Gurion-Universität im Negev ist Omer bevorzugter Wohnort.
Omer besteht hauptsächlich aus Einfamilienhäusern in einem gepflegten Ortsbild und stellt somit einen Kontrast zur Umgebung mit vielen eher ärmlichen Ortschaften dar.
Die Stadt grenzt im Westen an Beʾer Scheva, der regionalen Zentralstadt (Omer kann als deren Satellit bezeichnet werden). Im Süden liegt das beduinische Städtchen Tel Scheba, das zu den ärmsten in Israel zählt. Nördlich der Wohngebiete liegt ein großer Industriepark, der vom visionären Industriellen Stef Wertheimer gegründet wurde und auch ein offenes Museum beherbergt. Im Industriepark sind wissensintensive Betriebe beherbergt, er zählt zu den erfolgreichsten in Israel.
Omer gilt als Vorbild für die später gegründeten, ebenfalls erfolgreichen Negev-Ortschaften Lehavim und Meitar.